# Bailliage d'Uznach
av. 1209 – 1469
Entités suivantes :
- Bailliage d'Uznach

1469–1798
Entités précédentes :
- Comté d'Uznach

Entités suivantes :
- Canton de Saint-Gall

Le comté d'Uznach est un comté ayant appartenu aux comtes de Toggenbourg puis à la famille de Rarogne. Cette dernière remet progressivement en gage puis vend finalement le territoire aux cantons de Schwytz et de Glaris en 1469. Il devient le bailliage d'Uznach, un des bailliages communs de ces deux cantons jusqu'en 1798.

## Histoire
Le comté d'Uznach appartient aux comtes de Toggenbourg depuis au moins 1209. À la mort du comte Frédéric VII, le comté revient à la famille de Rarogne. Les Rarogne remettent le comté en gage aux cantons de Schwytz et Glaris en trois fois en 1437, 1438 et 1440. Ils vendent finalement le comté aux deux cantons en 1469.
En 1798, le territoire fait partie du nouveau canton de la Linth, puis en 1803 du canton de Saint-Gall.

## Baillis
Les baillis sont nommés pour deux ans en alternance entre les deux cantons. Un lieutenant nommé à vie par les deux cantons assiste le bailli.
Les baillis sont les suivants :
- 1482 : Rudolf Schreiber (pour Schwytz)[1] ;
- 1578-1580 : Michael Schreiber (pour Schwytz)[1] ;
- 1650-1652 : Hieronymus Schreiber (pour Schwytz)[1] ;
- 1754-1756 : Josef Martin Reichlin (pour Schwytz)[2] ;
- 1790-1792 : Georg Martin Reichlin (pour Schwytz)[2].